# Armando Barducci
Armando Barducci (Martorano, 30 aprile 1926 – Gualdo Tadino, 22 ottobre 2016) è stato un ciclista su strada italiano.
Professionista tra il 1949 e il 1957, vinse una tappa al Giro di Romandia 1952.

## Carriera
Passato professionista nel 1949, corse per la Frejus, la Legnano, la Girardengo e la Leo-Chlorodont, distinguendosi come passista-scalatore. Vinse una tappa al Giro di Romandia nel 1952, fu inoltre secondo al Trofeo Matteotti 1948 e al Giro di Toscana 1954 e terzo in quattro tappe del Giro d'Italia e al Giro del Veneto 1954. Fu anche selezionato come riserva in Nazionale per i mondiali di Varese 1951.

## Palmarès
- 1947 (dilettanti)

Gran Premio di Meldola
- 1952 (Frejus, una vittoria)

3ª tappa, 2ª semitappa Giro di Romandia (Yverdon > Bienne)

## Piazzamenti

### Grandi Giri
- Giro d'Italia

1949: 45º
1950: 16º
1951: 30º
1952: 26º
1953: 42º
1954: 35º

### Classiche monumento
- Milano-Sanremo

1950: 9º
1951: 27º
1952: 11º
1953: 64º
1955: 17º
1957: 147º
- Giro di Lombardia

1952: 74º